# 施瓦布豪森 (巴伐利亚州)
施瓦布豪森是德国巴伐利亚州的一个市镇。总面积30.23平方公里，总人口6179人，其中男性3091人，女性3088人（2011年12月31日），人口密度204人/平方公里。